# Le Mauvais Hôte
Pour plus de détails, voir Fiche technique et Distribution.
Le Mauvais Hôte est un film muet français réalisé par Louis Feuillade, sorti en 1910.

## Fiche technique
- Réalisation et scénario : Louis Feuillade
- Production et distribution : Gaumont (Société des établissements Gaumont)
- Pays : France
- Format : Muet - Noir et blanc - 1,33:1 - 35 mm
- Métrage : 225 m
- Date de sortie : 
  -  France - 31 janvier 1910

## Distribution
- Georgette Faraboni
- René Alexandre
- Georges Wague
- Maurice Vinot
- Gaston Séverin
- Alice Tissot